# オスコダ郡 (ミシガン州)
オスコダ郡（英: Oscoda County）は、アメリカ合衆国ミシガン州ロウアー半島の北部に位置する郡である。2010年国勢調査での人口は8,640人であり、2000年の9,418人から8.3%減少した。郡庁所在地は国勢調査指定地域のマイオ（人口1,826人）であり、郡内には他に小さな未編入の町が幾つかある。

## 町の呼び物
「ミシガン・オ・サーブル・バレー鉄道」はフェアビューの町にある。4分の1スケール、16ゲージの鉄道であり、景観の良い北ミシガンを乗客を乗せて走っている。夏季にはバンクスマツの間を走る。ヒューロン国立の森の一部を通り、美しいコーミンズ・クリーク・バレーが見られる。

## 歴史
郡名のオスコダはヘンリー・スクールクラフトが作った新語であり、オジブワ族インディアンの言葉で石を意味する "ossin" とプレーリーを意味する "muskoda" が組み合わされ「石の多いプレーリー」を意味していると考えられている。

## 地理
アメリカ合衆国国勢調査局に拠れば、郡域全面積は571.57平方マイル (1,480.4 km2)であり、このうち陸地565.00平方マイル (1,463.3 km2)、水域は6.57平方マイル (17.0 km2)で水域率は1.15%である。

### 特徴的な地形
- マイオの町はオ・サーブル川バレーにある。
- 郡域はヒューロン国立とライフル川レクリエーション地域の森に囲まれている
- 郡内にはオ・サーブル州立林が掛かっている。
- オスコダ郡公園は見晴らしの良いポイントである[6]。
- 氷河が地域の地形を造っており、特徴有る生態系になっている。地域の大部分はいわゆるグレイリング外縁堆積原であり、氷河が崩壊させた砂質の尾根など広い堆積原、バンクスマツの生える荒地、シロマツとアカマツの森、北部の硬木の森よりなっている。氷河作用で大きな湖が形成された[7]。

### 主要高規格道路
- ミシガン州道33号線はアレナク郡のアルジャー市から北の「ミトン」の先端であるシボイガン市まで通じている。
- ミシガン州道72号線はマイオと郡の中央を通っている。エンパイアからハリスビルまでロウアー半島を東西に横切る全長133マイル (214 km) の道路である。半島を横切る3本の道路の1つである[8]。
- 郡道32号線

### 隣接する郡
- モンモランシー郡 - 北
- アルピーナ郡 - 北東
- アルコナ郡 - 東
- イオスコ郡 - 南東
- オゲモー郡 - 南
- ロスコモン郡 - 南西
- クロウフォード郡 - 西
- オトセゴ郡 - 北西

### 国立保護地域
- ヒューロン国立の森（部分）

## 人口動態
以下は2000年の国勢調査による人口統計データである。
| 基礎データ - 人口: 9,418人 - 世帯数: 3,921 世帯 - 家族数: 2,717 家族 - 人口密度: 6人/km2（17人/mi2） - 住居数: 8,690軒 - 住居密度: 6軒/km2（15軒/mi2） 人種別人口構成 - 白人: 97.82% - アフリカン・アメリカン: 0.08% - ネイティブ・アメリカン: 0.71% - アジア人: 0.07% - 太平洋諸島系: 0.01% - その他の人種: 0.14% - 混血: 1.16% - ヒスパニック・ラテン系: 0.94% 先祖による構成 - ドイツ系：30.2% - アメリカ人：12.8% - イギリス系：9.6% - ポーランド系：8.1% - フランス系：6.8% - アイルランド系：6.7% 言語による構成 - 英語：94.1% - ドイツ語：2.8% - ペンシルベニアドイツ語：1.5% | 年齢別人口構成 - 18歳未満: 23.3% - 18-24歳: 5.6% - 25-44歳: 22.8% - 45-64歳: 28.0% - 65歳以上: 20.2% - 年齢の中央値: 44歳 - 性比（女性100人あたり男性の人口） - 総人口: 96.4 - 18歳以上: 95.3 世帯と家族（対世帯数） - 18歳未満の子供がいる: 25.3% - 結婚・同居している夫婦: 58.1% - 未婚・離婚・死別女性が世帯主: 7.5% - 非家族世帯: 30.7% - 単身世帯: 26.0% - 65歳以上の老人1人暮らし: 12.7% - 平均構成人数 - 世帯: 2.39人 - 家族: 2.85人 収入と家計 - 収入の中央値 - 世帯: 28,228米ドル - 家族: 32,2258米ドル - 性別 - 男性: 30,013米ドル - 女性: 20,202米ドル - 人口1人あたり収入: 15,697米ドル - 貧困線以下 - 対人口: 14.6% - 対家族数: 10.3% - 18歳未満: 20.4% - 65歳以上: 8.8% |

## 郡政府
郡政府は郡監獄の運営、地方道の維持、地方裁判所の運営、権利譲渡と抵当権設定記録など重要記録の維持、公衆衛生規制の管理、福祉など社会サービスの項目で州の施策への参加を行う。郡政委員会は予算を管理するが、法や条例を作るのは限定付き権限である。ミシガン州では、警察と消防、建設と区画割、税評価、街路維持など地方政府の大半機能は個々の都市と郡区の責任である。

## 郡区
オスコダ郡は下記6つの郡区に分割されている。
| - ビッグクリーク - クリントン | - コーミンズ - エルマー | - グリーンウッド - メンター |

## 都市と町
- マイオ, 国勢調査指定地域 - 郡庁所在地